# Lust for Life (canción de Lana Del Rey)
«Lust for Life» es una canción grabada por la cantante estadounidense Lana Del Rey con una aparición especial del cantante canadiense The Weeknd. Escrita y producida por Del Rey y Rick Nowels, la canción cuenta con créditos de escritura adicional de The Weeknd y Max Martin y producción adicional de Dean Reid y Kieron Menzies. Polydor Records e Interscope Records la lanzaron el 19 de abril de 2017 como el segundo sencillo del quinto álbum de estudio homónimo (2017) de Del Rey. Una canción de dream pop, «Lust for Life» es una reminiscencia de la música de la década de 1960, especialmente de girl groups como The Shangri-Las y The Angels; la canción de 1963 de este último «My Boyfriend's Back» está referenciada en la letra. También cita el poema Invictus del poeta inglés William Ernest Henley (1849-1903).
«Lust for Life» recibió críticas mixtas de la presa especializada: algunos aclamaron su producción sensual que se aparta de los temas melancólicos y tristes presentes en los trabajos anteriores de Del Rey, mientras que otros criticaron sus letras como «banales» y la voz de The Weeknd como «quejumbrosa». «Lust for Life» debutó entre los primeros 100 lugares de popularidad en listas de éxitos de varios países, incluidos Estados Unidos —donde alcanzó su punto máximo en el peldaño número 64, siendo la tercera colaboración entre Del Rey y The Weeknd en entrar en la lista—, Reino Unido, Canadá, Escocia, Portugal, España , Bélgica e Irlanda.
El video musical que lo acompaña, dirigido por Clark Jackson, presenta a Del Rey y The Weeknd cantando en la parte superior del Hollywood Sign como se menciona en la letra. Algunos críticos señalaron un paralelismo entre algunas de las letras e imágenes que acompañan la canción y el suicidio de la actriz Peg Entwistle en 1932, realizado al saltar de la «H» del letrero. Para promocionar «Lust for Life», la cantante lo interpretó por primera vez en el concierto KROQ Weenie Roast y Fiesta 2017 y luego apareció en el Big Weekend 2017 de BBC Radio 1 el 27 de mayo de ese año. La canción también se incluyó como la décima en la lista de canciones de su cuarta gira principal llamada «LA to the Moon Tour» (2018).

## Antecedentes y lanzamiento

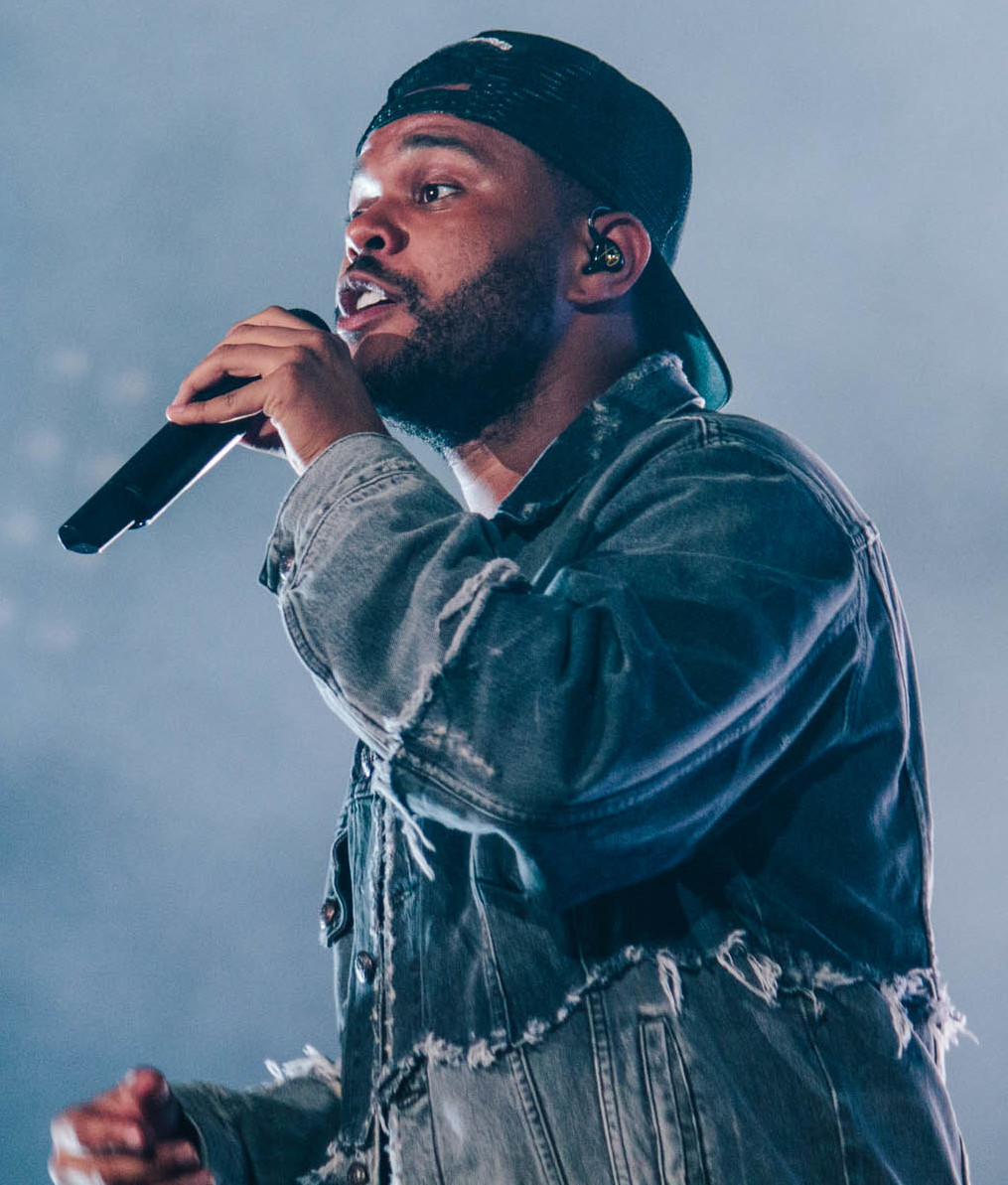
The Weeknd (en la foto), cuya voz aparece en la canción, también colaboró como coescritor.

«Lust for Life» fue la primera canción que Lana Del Rey escribió para el álbum, durante el proceso de escritura lo sintió como un buen disco, sin embargo, no estaba realmente satisfecha con la versión inicial de la canción, reeditando y reescribiendo la letra varias veces. Al ver la indignación de Del Rey, el ejecutivo discográfico de Interscope, John Janick, sugirió que debería consultar al productor Max Martin para ver qué podía pensar del disco. Luego voló al complejo de Martin ubicado en Suecia. Él pensó que el primer verso era la parte más fuerte de lo que ella había hecho, animándola a convertir este verso en el coro de la canción. Regresó al lugar de Rick Nowels al día siguiente, donde volvió a trabajar en la pista para abordar lo que Martin había sugerido, convirtió el verso en el coro y para ella sonó «perfecto». Fue entonces cuando sintió que «realmente quería» escuchar al cantante canadiense The Weeknd cantar el coro, así que él vino y lo «reescribió un poco», pero luego dijo que sentía que le faltaba el «elemento Shangri-Las» que quería, así que regresó por cuarta vez y lo superpuso con armonías.
«Lust for Life» se registró por primera vez en ASCAP con el nombre de Del Rey en marzo de 2017, con The Weeknd acreditado como coguionista con su nombre real Abel Tesfaye. Más tarde, Del Rey anunció la colaboración el 26 de marzo de 2017 a través de Twitter, con el logotipo de la firma de Tesfaye. El logotipo, que también es el logotipo de su sello discográfico XO, también se incluyó en el avance del álbum Lust for Life. «Lust for Life» se lanzó el 19 de abril de 2017 luego de una vista previa en el programa de Radio 1 de la BBC de MistaJam. El audio oficial se lanzó a iTunes y a otros servicios de streaming unas horas después. Es la cuarta colaboración entre Del Rey y The Weeknd, después de que ella apareció en «Prisoner» de su segundo álbum de estudio, Beauty Behind the Madness (2015), y luego de dos colaboraciones en el disco Starboy (2016): una colaboración en «Stargirl Interlude» y un crédito de coescritura y voz de fondo en «Party Monster». Esta es su primera canción en presentar a otro artista en cualquiera de sus álbumes de estudio. El 25 de agosto de 2017, se lanzó un remix oficial de BloodPop, junto con otro del sencillo de Del Rey «Summer Bummer».

## Composición y letra
«Lust for Life» es una reminiscencia de la música de la década de 1960, con armonías de acompañamiento que vocalizan las voces de Del Rey con bucles cantando «doowop-doowop» y «shooup-shooup». Tiene una producción inspirada en Doo-wop y Motown que recuerda la música de grupos de chicas del pasado, con Del Rey rindiendo homenaje al sencillo de 1963 de the Angels «My Boyfriend's Back».